# Tell Me That You Love Me (serie de televisión)
Tell Me That You Love Me (en hangul, 사랑한다고 말해줘; romanización revisada, Saranghandago malhaejwo; literalmente, «Dime que me amas») es una serie de televisión surcoreana dirigida por Kim Yoon-jin y protagonizada por Jung Woo-sung y Shin Hyun-bin. Es una producción original de la plataforma Genie TV, donde estará disponible desde el 27 de noviembre de 2023, así como en algunos otros servicios de contenidos audiovisuales como Disney+. También se emitirá por el canal ENA desde el mismo día 27 de noviembre hasta el 16 de enero de 2024, los lunes y martes a las 21:00 (hora local coreana).

## Sinopsis
Jin-woo y Mo-eun, quienes se conocieron por casualidad en un set de filmación en la isla de Jeju, donde fueron para interpretar un papel secundario en una película, se sintieron bien al dar y recibir un poco de ayuda. Era difícil distinguir exactamente si ella estaba preocupada de que él no pudiera oírla o si estaba enamorada de Jin-woo, pero había muchas cosas que quería saber de él. Mo-eun pensó que él era una buena pareja para ella y comenzó a aprender la lengua de signos. Al final, Jin-woo abrió su corazón fuertemente cerrado ante la apariencia inocente de Mo-eun.

## Reparto

### Principal
- Jung Woo-sung como Cha Jin-woo, un pintor con discapacidad auditiva desde la infancia, que se siente libre en su propio mundo tranquilo y es tolerante a pesar de los prejuicios en su contra.[3][4][5]
  - Baek Sung-chul como Jin-woo a los 20 años.[6][7]
- Shin Hyun-bin como Jung Mo-eun, una actriz que se respeta a sí misma mientras cumple con orgullo sus sueños y su amor.[3][8][9]

### Secundario

#### Entorno de Jin-woo
- Kim Ji-hyun como Song Seo-kyung, compañera de clase de la universidad y exnovia de Jin-woo.[10]
  - Lee Eun-jae como Seo-kyung a los 20 años.[11]
- Park Ki-duk como Kwon Do-hoon, un famoso pintor que fue compañero de clase en la universidad de Jin-woo y Seo-kyung.[12]
- Heo Jun-seok como Hong Ki-hyun, amigo de Jin-woo desde la infancia, pues crecieron juntos en un orfanato; ahora gestiona un bar.[12]
- Jung Sae-byeol como So-hee, la mujer de Ki-hyun.[13]

#### Entorno de Mo-eun
- Park Jin-joo como Oh Ji-yu, una empleada del centro de arte, la mejor amiga de Mo-eun y compañera de piso.[14][15]
- Lee Jae-kyoon como Yoon Jo-han, un compositor y amigo de la infancia de Mo-eun.[16]
- Shin Jae-hwi como Jung Mo-dam, el hermano menor de Mo-eun, una persona valiente y atractiva con increíbles habilidades de supervivencia, vitalidad y simpatía.[17][18]
- Kang Shin-il como Jung Ji-pyeong, el padre de Mo-eun y Mo-dam.
- Kim Mi-kyung como Na Ae-sook, la madre de Mo-eun y Mo-dam.

#### Otros
- Son So-mang como Lee Eun-soo, una joven compañera de Seo-kyung en el centro de arte.[19]
- Bae Jae-sung como Kang Si-hoo, alumno de Jin-woo.[20]
- Oh So-hyun.
- Cho Min-kook.

## Producción
La serie es una versión del clásico melodrama japonés en doce capítulos Aishiteiru to Itte Kure (1995), ganador de numerosos premios en su país. Está coproducida por Studio & New y Artist Studio. El guion fue escrito por Kim Min-jung, quien también firmó Love in the Moonlight (2016) y The Sound of Magic (2022). El 22 de septiembre de 2022 se confirmó el reparto y se anunció que el rodaje empezaría a finales de año. Durante el mismo se produjo un incidente a principios de junio: algunos internautas publicaron denuncias contra el equipo de producción de la serie a causa de que había dejado basura abandonada en alguno de los lugares donde se había rodado. La emisión de un comunicado de disculpas no sirvió para aplacar por completo las protestas en las redes sociales.
El 30 de octubre de 2023 se informó de que el rodaje había terminado y que el equipo de producción y el reparto lo celebrarían ese día con una fiesta.
Se trata del primer melodrama que interpreta Jung Woo-sung, considerado un maestro del género, desde Padam padam (2011-2012). Jung declaró a este propósito que hubiera querido volver antes al melodrama, pero que no lo había podido hacer antes por problemas de calendario con otros trabajos en el cine. Por tal motivo, el actor considera que esta serie «tiene un significado especial» para él.
Para promocionar la serie la compañía productora lanzó varios avances. El primer tráiler se difundió el 19 de octubre; el cuarto, que comienza con el primer encuentro entre Cha Jin-woo y Jung Mo-eun, salió el 9 de noviembre. El 31 de octubre habían sido publicados los carteles de personajes, con los dos protagonistas.

## Audiencia
Aunque la producción fue considerada de calidad, no obtuvo el favor del público y los resultados finales fueron considerados como decepcionantes.
| Temporada | Temporada | Episodio número | Episodio número | Episodio número | Episodio número | Episodio número | Episodio número | Episodio número | Episodio número | Episodio número | Episodio número | Episodio número | Episodio número | Episodio número | Episodio número | Episodio número | Episodio número | Promedio |
| Temporada | Temporada | 1               | 2               | 3               | 4               | 5               | 6               | 7               | 8               | 9               | 10              | 11              | 12              | 13              | 14              | 15              | 16              | Promedio |
| --------- | --------- | --------------- | --------------- | --------------- | --------------- | --------------- | --------------- | --------------- | --------------- | --------------- | --------------- | --------------- | --------------- | --------------- | --------------- | --------------- | --------------- | -------- |
|           | 1         | 313             | 331             | 328             | 335             | 374             | 294             | —               | —               | —               | —               | 366             | —               | 343             | 286             | 336             | 411             | ND       |

| Episodio | Fecha de emisión        | Índices de audiencia (Nielsen Korea) | Índices de audiencia (Nielsen Korea) |
| Episodio | Fecha de emisión        | Nacional                             | Seúl                                 |
| --- | ----------------------- | ------------------------------------ | ------------------------------------ |
| 1 | 27 de noviembre de 2023 | 1,515 % (4.ª)                        | 1,818 % (4.ª)                        |
| 2 | 28 de noviembre de 2023 | 1,800 % (3.ª)                        | 2,031 % (3.ª)                        |
| 3 | 4 de diciembre de 2023  | 1,678 % (4.ª)                        | 1,721 % (4.ª)                        |
| 4 | 5 de diciembre de 2023  | 1,989 % (3.ª)                        | 2,125 % (3.ª)                        |
| 5 | 11 de diciembre de 2023 | 1,902 % (4.ª)                        | 2,096 % (3.ª)                        |
| 6 | 12 de diciembre de 2023 | 1,757 % (3.ª)                        | 2,102 % (3.ª)                        |
| 7 | 18 de diciembre de 2023 | 1,88 % (2.ª)                         | ND                                   |
| 8 | 19 de diciembre de 2023 | 1,597 % (3.ª)                        | ND                                   |
| 9 | 25 de diciembre de 2023 | 1,904 % (5.ª)                        | ND                                   |
| 10 | 26 de diciembre de 2023 | 2,125 % (2.ª)                        | ND                                   |
| 11 | 1 de enero de 2024      | 1,596 % (11.ª)                       | 1,763 % (8.ª)                        |
| 12 | 2 de enero de 2024      | 1,495 % (16.ª)                       | 1,615 % (8.ª)                        |
| 13 | 8 de enero de 2024      | 1,644 % (3.ª)                        | 2,011 % (3.ª)                        |
| 14 | 9 de enero de 2024      | 1,532 % (5.ª)                        | 1,799 % (3.ª)                        |
| 15 | 15 de enero de 2024     | 1,607 % (5.ª)                        | 1,884 % (4.ª)                        |
| 16 | 16 de enero de 2024     | 1,762 % (5.ª)                        | 2,091 % (4.ª)                        |
| Promedio | Promedio                | 1,736 %                              | —                                    |
| - En la tabla superior, los números azules representan las calificaciones más bajas y los números rojos representan las más altas. - «ND» señala que no se publicó el dato correspondiente. - Esta serie se transmite en un canal de cable/televisión de pago, que normalmente tiene una audiencia menor respecto a las emisoras de televisión públicas/gratuitas (KBS, SBS, MBC y EBS). |                         |                                      |                                      |